# 石越町
石越町（いしこしまち）は、宮城県北部、岩手県との県境にあった町である。2005年4月1日に合併により登米市となった。登米市中田町石森（いしのもり）を越えた場所にあるため、石越と名付けられた。

## 地理
宮城県北部に位置した町である。町の中央部分が丘陵地帯で、南北が平坦な地形になっている。
- 山：金鶏山、真龍山
- 河川：迫川、夏川

### 隣接していた自治体
- 宮城県登米郡中田町、迫町、栗原郡若柳町
- 岩手県西磐井郡花泉町

## 歴史
- 1889年4月1日 - 町村制施行に伴い登米郡石越村が成立。
- 1959年4月1日 石越村が町制施行し、石越町となる。
- 2005年4月1日 - 登米郡内各町および本吉郡津山町と合併し、登米市となる。

## 行政
- 最後の町三役
町長：稲辺正
助役：松浦正典
教育長：千葉睦美
- 最後の町議会
議長：岩渕吉信
副議長：金正
議員（議席順）：稲辺裕人、佐々木一成、池田和子、金野静男、二階堂一男、曽根充敏、佐々木勉、佐藤敬、菅原政敏、

千葉和典、松本俊典、佐藤泰、佐藤安宏、二階堂紀一

## 教育
中学校
石越町立石越中学校
小学校
石越町立石越小学校
幼稚園・保育所
石越町立石越幼稚園（2021年3月31日閉園）　　　    
石越保育所（2021年3月31日閉園）
石越にじいろこども園　（2021年4月1日開園）

## 交通

### 鉄道
- 東日本旅客鉄道
  - 東北本線：石越駅
- くりはら田園鉄道
  - くりはら田園鉄道線：石越駅 （2007年4月1日廃駅）

### 道路
- 都道府県道
  - 宮城県道4号中田栗駒線
  - 宮城県道・岩手県道184号石越停車場白崖線

## 名所・旧跡・観光スポット・祭事・催事
- チャチャワールドいしこし
- 高森公園
- 昌学寺
- 登米市高森パークゴルフ場

### 祭り・イベント
- いしこしあじさい祭
- どんと祭と冬の花火
- 石越まつり

### 旧跡
・四方子館跡
・東郷古館跡
・山根前横穴墓群
・登戸館跡
・椚崎館(古館)跡
・金鶏山館跡